# Daniel Markl
Daniel Markl (* 23. Februar 2000) ist ein österreichischer Fußballspieler.

## Karriere

### Verein
Markl begann seine Karriere beim SK Rapid Wien. Im September 2010 wechselte er zum 1. Simmeringer SC. Im Jänner 2012 kehrte er zu Rapid zurück, wo er ab der Saison 2014/15 auch in der Akademie spielte.
Im August 2018 debütierte er gegen die SKN St. Pölten Juniors für die Amateure von Rapid in der Regionalliga. In der Saison 2018/19 kam er zu 28 Regionalligaeinsätzen, in denen er 14 Tore erzielte. In der Saison 2019/20 kam er bis zum Saisonabbruch zu 15 Einsätzen und erzielte dabei vier Tore. Zu Saisonende stieg er mit Rapid II in die 2. Liga auf.
Sein Debüt in der zweithöchsten Spielklasse gab er im September 2020, als er am ersten Spieltag der Saison 2020/21 gegen den FC Liefering in der 61. Minute für Mustafa Kocyigit eingewechselt wurde. Nach zwei Zweitligaeinsätzen für Rapid II wechselte Markl im Oktober 2020 zum Ligakonkurrenten SKU Amstetten. Für Amstetten absolvierte er bis Saisonende 14 Zweitligapartien.
Zur Saison 2021/22 wechselte er zum Regionalligisten SV Stripfing. Für Stripfing kam er zu 28 Regionalligaeinsätzen, ehe er mit dem Team 2023 in die 2. Liga aufstieg. In dieser kam er dann aber nicht mehr zum Einsatz, woraufhin er den Verein im Jänner 2024 verließ. Anschließend schloss er sich dem Regionalligisten FC Marchfeld Donauauen an.

### Nationalmannschaft
Markl spielte im Mai 2015 erstmals für eine österreichische Jugendnationalauswahl.